# EFE
Агентство ЭФЭ (EFE) — испанское государственное информационное агентство. Создано в 1939 году Рамоном Серрано Суньером и Мануэлем Аснаром Субигараем.
В настоящее время ЭФЭ является основным мультимедийным агентством на испанском языке и пятым в мире после Ассошиэйтед Пресс, Юнайтед Пресс Интернэшнл, Рейтер и Франс Пресс.

## EFE в Интернете
- Сайт efe.com и 12 тематических сайтов на испанском языке со страницей на португальском
- 12 страниц на youtube на испанском и 1 страница на португальском

## Название агентства
По поводу расшифровки аббревиатуры, используемой в названии агентства, существуют споры. Согласно первой версии, поскольку Efe — это произношение буквы F в испанском языке, название было выбрано из-за того, что названия трёх старых агентств, слившихся в EFE, начинались с этой буквы (Fabra, Febus и Faro). Вторая версия была распространена в эпоху диктатуры Франко, чьи инициалы также начинаются с буквы F. Наконец, основатель агентства и шурин Франсиско Франко, Рамон Серрано Суньер, признался, что поскольку редакция EFE располагалась рядом со зданием «Редакции Испанской фаланги» (исп. Editorial Falange Española), для него и было выбрано соответствующее название.